# Nilgerides trifasciata
Nilgerides trifasciata là một loài bướm đêm thuộc họ Erebidae. Loài này có ở Sumatra.
Sải cánh dài khoảng 10 mm. 